# Entierro de videojuegos de Atari

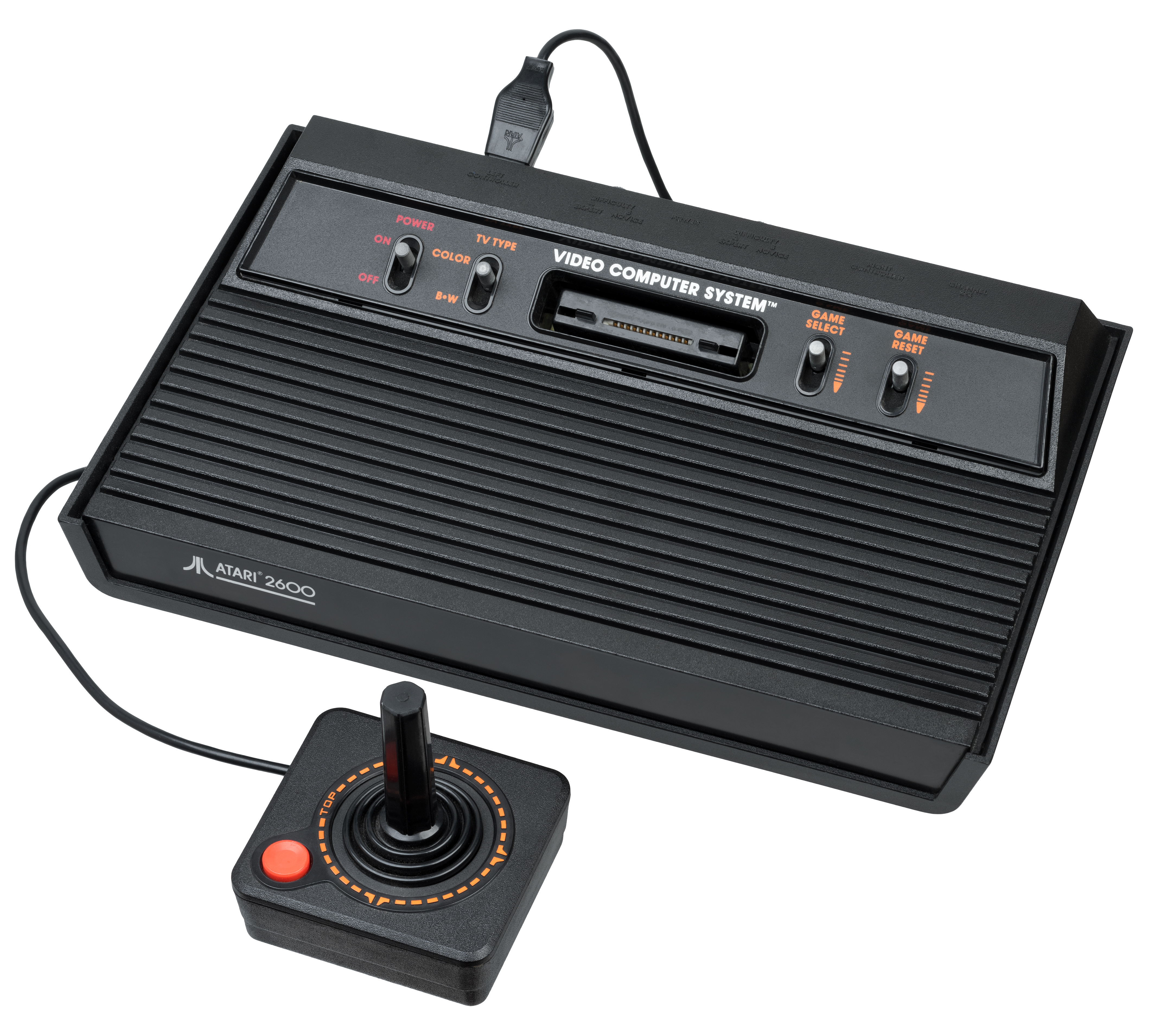
En el vertedero de Alamogordo se enterraron consolas y cartuchos de Atari 2600.

El entierro de videojuegos de Atari fue un entierro masivo de cartuchos de videojuegos, consolas y computadoras en un vertedero en Nuevo México, Estados Unidos, llevado a cabo por la compañía estadounidense de videojuegos y computadoras domésticas Atari, Inc. en 1983. Se cree que los objetos desechados a través del entierro fueron varios millones de copias de E.T. the Extra-Terrestrial —un juego que se había convertido en uno de los mayores fracasos comerciales en la historia de los videojuegos— y la versión para Atari 2600 de Pac-Man, que había tenido éxito comercial pero recibido duras críticas.
Desde que la prensa dio a conocer el evento han surgido dudas acerca de su veracidad y sus dimensiones. Fue considerado una leyenda urbana por mucho tiempo, hasta que el 26 de abril de 2014 un grupo de investigadores de la compañía Microsoft (la cual estaba desarrollando un documental acerca de aquel entierro masivo realizado por Atari) desenterró varios cientos de copias del juego en Alamogordo.
Con el tiempo este suceso acabó por convertirse en uno de los símbolos históricos de la cultura de los videojuegos, y se lo asocia frecuentemente con la crisis del videojuego de 1983. En todo caso, fue el resultado final de un año fiscal desastroso en el que Atari fue vendida por su compañía dueña, Warner Communications.

## Eventos relacionados con el entierro

Sitio del entierro, en el sector sur de la ciudad de Alamogordo, Nuevo México.

### Dificultades financieras
Atari, Inc. había sido comprada por Warner Communications en 1976 por USD 28 millones, y para 1982 su valor había tenido un crecimiento neto de USD 2000 millones. Para entonces, la compañía representaba el 80% del mercado de los videojuegos, y era responsable de más de la mitad de los ingresos de su compañía dueña, pues generaba entre el 65% y el 70% de sus ingresos de operación. En el último trimestre de 1982, se estimaba que su crecimiento para el año siguiente rondaría el 50%. Sin embargo, el 7 de diciembre de 1982, la compañía reportó que sus ganancias habían aumentado solamente en un 10% a 15%, en lugar de la cifra predicha. Al día siguiente las acciones de Warner Communications perdieron un tercio de su valor, y al final del trimestre las ganancias de Warner habían caído un 56%. Además, el director ejecutivo de Atari, Ray Kassar, fue investigado posteriormente por posibles cargos de uso ilegal de información privilegiada al haber vendido unas cinco mil acciones de Warner menos de media hora antes de reportar los ingresos más bajos de lo esperado de Atari. Kassar fue absuelto de sus cargos, aunque se vio forzado a renunciar a su cargo el siguiente mes de julio. Atari, Inc. perdería USD 536 000 000 en 1983, y sería vendido por Warner Communications al año siguiente.

### Juegos problemáticos
La tendencia de Atari de adaptar videojuegos de arcade para sus consolas caseras había resultado en algunos de sus juegos más exitosos comercialmente, incluyendo la adaptación de uno de sus propios juegos, Asteroids, y las versiones con licencia de Space Invaders, de la empresa Taito, y Pac-Man, de Namco. Cuando se decidió hacer la adaptación oficial de este último para el Atari 2600, Atari confiaba en que las ventas serían altas, y fabricó 12 millones de cartuchos —a pesar de haber vendido apenas unas 10 000 000 de consolas Atari 2600—. Se creía que el juego sería tan exitoso que no solo generaría un aproximado de USD 500 000 000, sino que también dispararía las ventas de la consola por sí mismo, ya que los jugadores querrían jugar la versión casera. Sin embargo, el producto, puesto a la venta en marzo de 1982, fue criticado por su pobre modo de juego, y aunque se convirtió en el juego mejor vendido de la consola con 7 000 000 de unidades, aun así dejó a Atari con 5 000 000 de cartuchos sin vender, además de que hubo un alto número de clientes que regresaron el juego en busca de un reembolso.
Sumándose a los problemas causados por las ventas desilusionantes de Pac-Man, Atari enfrentaría otra gran dificultad como resultado de su adaptación a videojuego de la película E.T., el extraterrestre. El juego, llamado E.T. the Extra-Terrestrial, fue resultado de un acuerdo entre Warner Communications y el director de la película, Steven Spielberg. El concepto de un videojuego basado en una película, en lugar de adaptar un juego de arcade o basarse en una franquicia establecida, era nuevo en ese entonces. Se supo más tarde que Warner había pagado entre USD 20 000 000 y USD 25 000 000 por los derechos, lo que en ese entonces era una cifra bastante alta para la licencia de un videojuego. Atari fabricó 5 000 000 de cartuchos del juego; sin embargo, después de su llegada al mercado en diciembre de 1982, solamente se vendieron 1 500 000 copias, dejando a Atari todavía con más de la mitad de los cartuchos (los 3 500 000 sin vender, más las copias devueltas). El juego fue duramente criticado, y ahora es considerado como uno de los peores jamás hechos. Earl Paige, de la revista Billboard, reportó que el gran número de juegos sin vender de E.T., junto con un incremento en la competencia, generó que los comerciantes solicitaran un programa oficial para poder devolver los videojuegos sin vender a los fabricantes.
Los fracasos de estos juegos se vieron agravados por los negocios de Atari durante 1981. Con la confianza de que tendría buenas ventas, la compañía le había dicho a sus distribuidores que enviaran todos sus pedidos de 1982 en un solo encargo. No obstante, las ventas de videojuegos en 1982 disminuyeron, y los distribuidores que habían hecho pedidos en masa esperando fuertes ingresos terminaron devolviéndole grandes cantidades de artículos sin vender a Atari. Como resultado, la compañía se encontró de pronto en posesión de varios millones de cartuchos de videojuegos esencialmente inútiles, que sería completamente incapaz de vender.

## Entierro
En septiembre de 1983, el Alamogordo Daily News, de Alamogordo, Nuevo México, reseñó en una serie de artículos que entre diez y veinte camiones semirremolque cargados con cajas, cartuchos y sistemas de Atari provenientes de un almacén de Atari en El Paso, Texas, habían llevado los objetos a un vertedero cerca de la ciudad, donde fueron compactados y enterrados. Era la primera vez que Atari acudía al vertedero, que fue elegido porque no se permitía retirar los desechos y éstos eran compactados y enterrados cada noche. La razón que dio Atari para el entierro fue que estaba haciendo la transición de juegos de Atari 2600 a Atari 5200, pero esto fue rebatido más tarde por un trabajador que afirmó que éste no era el caso. El representante de Atari Bruce Enten declaró que Atari estaba enviando principalmente materiales rotos y devueltos al basurero de Alamogordo y que era «en su totalidad material inservible».
El 28 de septiembre de 1983, The New York Times informó de la historia de Atari y el vertedero de basura en Nuevo México. Un representante de Atari confirmó la historia en el periódico, declarando que el inventario desechado provenía de la planta de Atari en El Paso, que iba a cerrar para convertirse en una instalación de reciclaje. El artículo del Times nunca sugirió que algún juego en específico fuera parte de la operación, pero informaciones subsecuentes generalmente han ligado la historia del entierro al bien conocido fracaso de E.T. Además, el título «City to Atari: 'E.T.' trash go home» en una edición del Alamogordo News implica que los cartuchos eran de E.T. Como resultado, se especula ampliamente que la mayoría de las 3,5 millones de copias sin vender de E.T. the Extra-Terrestrial terminó en ese vertedero, compactadas y cubiertas con cemento. También se informó de que se enterraron en el sitio prototipos del mando de control Atari Mindlink.
A partir del 29 de septiembre de 1983, se comenzó a verter una capa de cemento encima de los materiales compactados, algo raro en un vertedero de desechos. Un trabajador anónimo declaró que la razón para poner el cemento fue: «Hay animales muertos allí abajo. No querríamos que algún niño se lastimara excavando en el basurero». Eventualmente, la ciudad comenzó a protestar por la gran cantidad de desechos que Atari estaba arrojando, e incluso un comisionado declaró que el área no quería convertirse «en un basurero industrial de El Paso». El gerente local ordenó que el entierro de desechos terminara poco tiempo después. Debido al impopular entierro llevado a cabo por Atari, Alamogordo más tarde creó un Acta de Administración de Emergencia y una Fuerza de Administración de Emergencia para limitar la flexibilidad futura del compactador de basura para asegurar los negocios externos del vertedero por razones económicas. El alcalde en ese entonces de Alamogordo, Henry Pacelli, comentó que «no queremos que algo como esto suceda otra vez».

## Legado
La información contrastante alrededor del entierro provocó que se le considere una leyenda urbana, lo que a su vez generó cierto grado de escepticismo y dudas acerca de la veracidad de la historia, además de que se ha confundido el evento con la posterior recesión de la industria. Apenas en octubre de 2004, Howard Scott Warshaw, el programador responsable del juego E.T. the Extra-Terrestrial, expresó sus dudas acerca de que se hubieran destruido millones de copias del juego. Warshaw además cree que la caída de Atari se debió más bien al resultado de sus prácticas comerciales —entre ellas supuestamente obligar a los distribuidores a comprar juegos con pobres ventas en paquete con juegos exitosos— que al fracaso de determinados juegos. Este punto de vista fue compartido por Travis Fahs, de IGN, quien considera que los problemas de Atari, incluyendo su enorme cantidad de artículos sin vender, se debieron a la sobreestimación de la compañía de la sustentabilidad de las ventas del Atari 2600, y no a la calidad individual de los juegos que salieron a la venta. Escribiendo para el Pacific Historicial Review, John Wills también describió el entierro como una leyenda urbana, llamándolo «ampliamente reconocido pero rara vez justificado». Wills cree que la localización del lugar —su proximidad a los sitios tanto de la prueba Trinity como del incidente ovni de Roswell— ha acrecentado la popularidad de la historia.
El incidente también se ha convertido en cierta forma en un símbolo cultural representativo de la crisis del videojuego de 1983, pues se le cita con frecuencia como un ejemplo precautorio respecto a los problemas de tener malas prácticas comerciales, a pesar de que se ha sugerido que la compañía se deshizo de los materiales por motivos de desgravación de impuestos.
El legado del entierro ha llevado a que se le referencie en la cultura popular. El video musical de la canción «When I Wake Up» de Wintergreen muestra a la banda viajando al vertedero y desenterrando los cartuchos abandonados; el director del video, Keith Schofield, había trabajado antes en otros videos relacionados con videojuegos. La novela Lucky Wander Boy de D.B. Weiss tiene una escena que sucede en las afueras de Alamogordo, en la que dos de los personajes discuten acerca de un estacionamiento que fue construido encima del sitio del entierro.

## Excavación

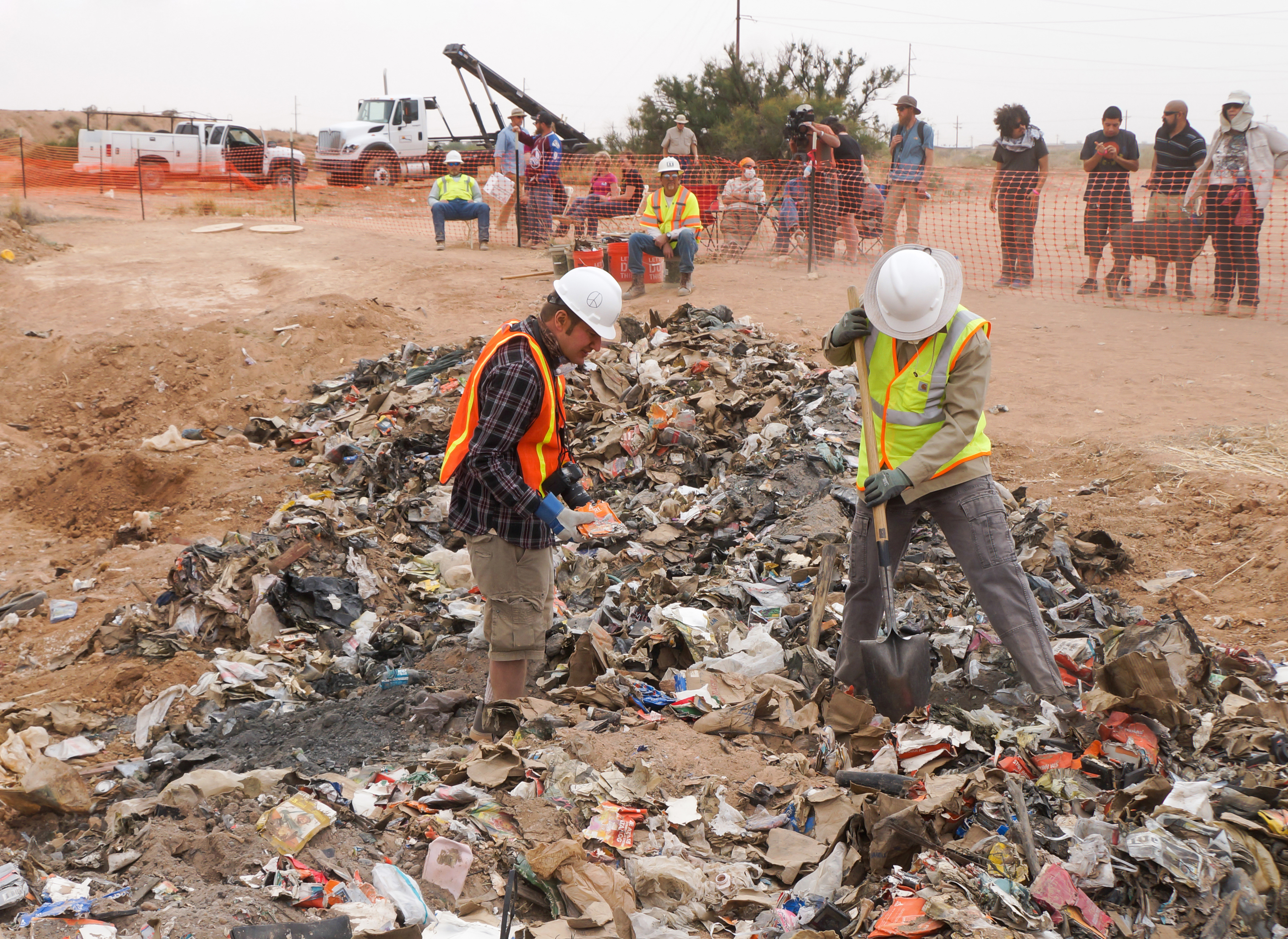
Excavando el basurero. Se pueden ver cajas de Yars' Revenge, Star Raiders, Pac-Man, Space Invaders, Defender y Warlords

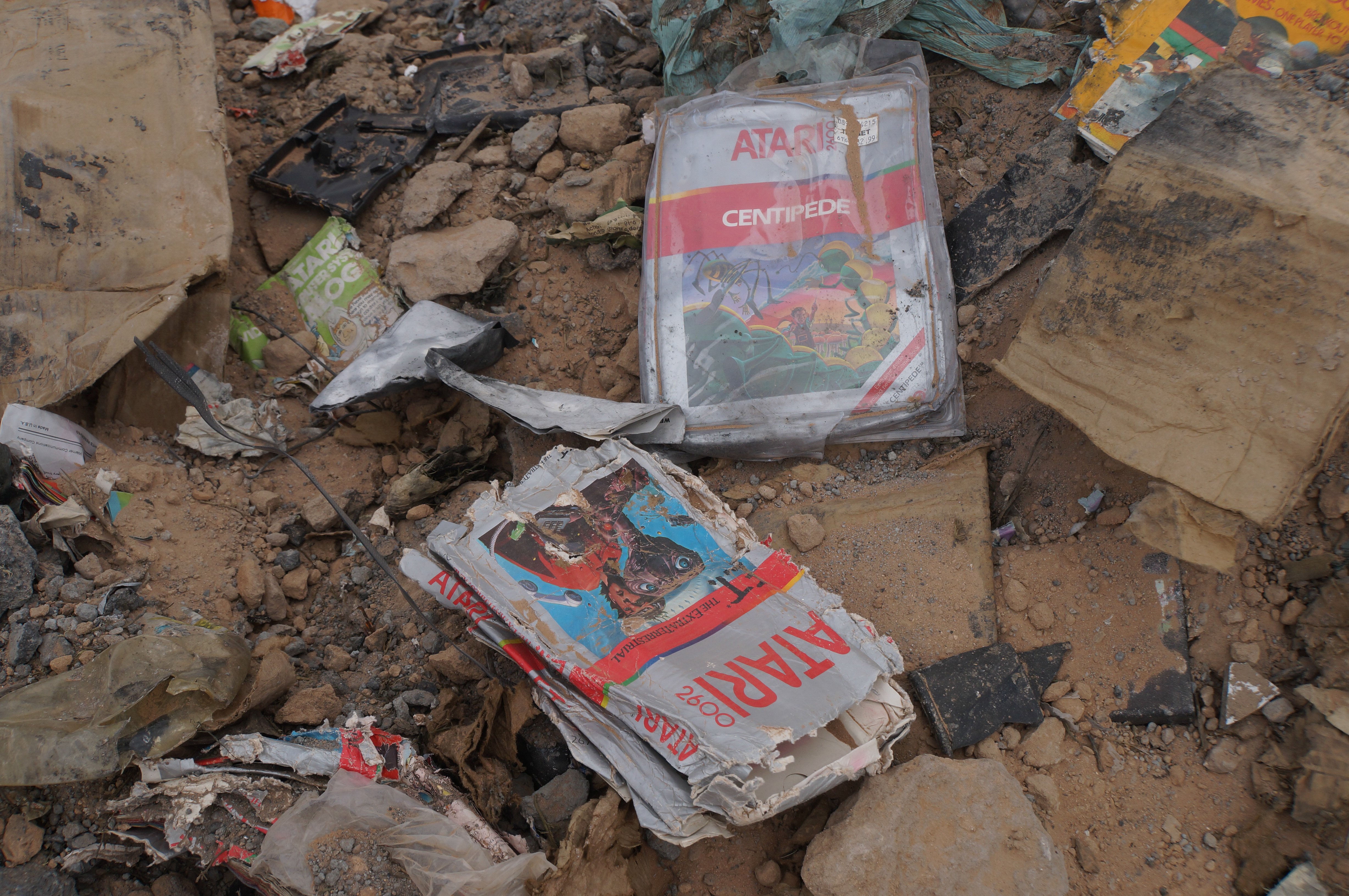
Cajas y cartuchos parcialmente sobrevivientes recuperados durante la excavación. Se pueden ver E.T., Centipede, y otros materiales de Atari.

El 28 de mayo de 2013, la Comisión de la ciudad de Alamogordo dio un permiso de seis meses a Fuel Industries, una empresa de entretenimiento canadiense, para acceder al basurero para filmar un documental llamado Atari: Game Over sobre el enterramiento, y para excavarlo. Xbox Entertainment Studios planeó emitir esta serie de documentales como una exclusiva para las consolas Xbox One y Xbox 360 en 2014 como parte de una serie documental de varios episodios producidos por Lightbox, una empresa norteamericana/inglesa. Aunque la excavación se paró momentáneamente debido a la queja del Despacho de la División de basura sólida de la Protección Ambiental de Nuevo México citando peligros potenciales, los problemas se resolvieron a principios de abril de 2014 para permitir la excavación.
La excavación comenzó el 26 de abril de 2014 como una acción abierta al público. El diseñador de E. T. the Extra-Terrestrial Howard Scott Warshaw, el autor de Ready Player One Ernest Cline y el director de películas Zak Penn estuvieron presentes como parte del documental sobre el enterramiento, así como residentes locales como Armando Ortega, un funcionario local que presenció el entierro en su juventud, en 1983. Ortega mantenía que aunque él y sus amigos encontraron docenas de juegos en buen estado, desecharon los cartuchos de E.T. porque "el juego era malo... no podías acabarlo". James Heller, un antiguo gestor de Atari a cargo del enterramiento original, también estuvo presente. Heller reveló que había ordenado que el sitio se cubriera de hormigón. Contrariamente a lo que dice la leyenda urbana que afirma que allí se enterraron millones de cartuchos, Heller mantiene que solo fueron 728 000.
Restos de E.T. y otros juegos de Atari se descubrieron en las primeras horas de la excavación, tal como informó Larry Hyrb de Microsoft. Un equipos de arqueólogos estuvo presente para examinar y documentar el material de Atari desenterrado por las máquinas excavadoras: Andrew Reinhard (American School of Classical Studies at Athens), Richard Rothaus (Trefoil Cultural and Environmental), y Bill Caraher (University of North Dakota), con ayuda del historiador de videojuegos Raiford Guins (SUNY - Stony Brook) y el historiador Bret Weber (Universidad de Dakota del Norte).
Se extrajeron 1300 cartuchos (10% eran de E.T.) de los 700 000 estimados, ya que los materiales estaban a más profundidad que la esperada, haciendo difícil el acceso, de acuerdo a la alcaldesa de Alamogordo, Susie Galea. El entierro se rellenó al terminar el evento. Joseph Lewandowski, quien trabajó para acordar el desentierro con la ciudad, dijo que esto fue una oportunidad única para recuperar los materiales de ese lugar, ya que no esperaban que la ciudad llegara a un siguiente acuerdo.
El documental Atari: Game Over, que muestra el sitio de enterramiento y su excavación, se emitió el 20 de noviembre de 2014.

### Preservación y subasta
De los materiales recuperados, una fracción se dio al Museo de la Historia del Espacio de Nuevo México para que fuera mostrado, y otros 100 a los productores del documental de Lightbox y Fuel Entertainment. Galea dijo que creía que el resto de cartuchos se pueden vender por parte de la ciudad de Alamogordo a través del Museo de Historia del Espacio. Ella esperaba que la venta de estos juegos pudiera reavivar el interés del enterramiento por parte de los turistas, en el futuro. La ciudad de Alamogordo aprobó la subasta de juegos en septiembre de 2014 a través de eBay y el sitio web del ayuntamiento de Alamogordo. A fecha de septiembre de 2015, se obtuvieron más de USD 107 000 a partir de las ventas de 880 cartuchos, vendiéndose una copia de E.T. por más de USD 1500. Unos 300 cartuchos quedaban aun por venderse en una fecha posterior, dado el valor histórico de los cartuchos.
Uno de los cartuchos de E.T. fue comprado por el Instituto Smithsonian para sus fondos, indicando que el cartucho es representativo no solo por el sitio de enterramiento sino también en términos de videojuegos, ya que representa "el desafío de crear la adaptación de una buena película a un videojuego, el declive de Atari, el fin de la era de los juegos manufacturados, y el ciclo de vida de un cartucho de videojuegos".